# Josette Lambrechts
Josette Lambrechts is een Belgisch voormalig rolschaatsster. 

## Levensloop
Lambrechts werd wereldkampioene op de piste in 1965 in het Italiaanse Syracuse op de 5.000 meter. Tevens werd ze eenmaal Europees kampioene op de weg (in 1971 te Wetteren op de 5.000 meter) en eenmaal  op de piste (in 1979 te Oostende op de 5.000 meter relay). Daarnaast behaalde ze tal van ereplaatsen op kampioenschappen. Ook won ze tweemaal de Flanders Grand Prix, met name in 1969 en 1976.
Haar vader Jean en zus Annie waren ook actief in het rolschaatsen. Samen met haar zus was ze de eerste trainer van Bart Swings bij skateclub RSC Heverlee.

## Palmares

### Weg
- Europese kampioenschappen
  - 1971 in het Belgische Wetteren
    -  op de 500 meter tijdrijden
    -  op de 3.000 meter
    -  op de 5.000 meter

  - 1974 in het Italiaanse San Benedetto del Tronto
    -  op de 5.000 meter

  - 1977 in het Italiaanse Emilia
    -  op de 5.000 meter

  - 1979 in het Belgische Leuven
    -  op de 10.000 meter
    -  op de 10.000 meter relay
- Wereldkampioenschappen
  - 1961 in het Franse Gujan-Mestras
    -  op de 10.000 meter

  - 1963 in het Franse Nantes
    -  op de 3.000 meter
    -  op de 5.000 meter

### Piste
- Europese kampioenschappen
  - 1979 in het Belgische Oostende
    -  op de 5000 meter relay

  - 1980 in het Italiaanse Spoleto
    -  op de 5000 meter relay

  - 1981 in het Italiaanse Pineto
    -  op de 5000 meter relay
- Wereldkampioenschappen
  - 1965 in het Italiaanse Syracuse
    -  op de 5.000 meter

  - 1967 in het Spaanse Barcelona
    -  op de 3.000 meter